# Tokyo-jissha
Les Tokyo-jissha 東京十社), les  « dix sanctuaires de Tokyo », sont dix sanctuaires shinto de Tokyo, choisis par l'empereur Meiji le 8 novembre 1868 et élevés au rang de shakaku (社格). Ils se trouvent autour du palais impérial de Tokyo. Les sanctuaires sont des envoyés de Tenno qui prient là pour le salut de la nouvelle capitale du Japon et la prospérité du peuple.
Au cours de l'ère Meiji les Tokyo-jissha sont nommés les sanctuaires jissha-meguri (十社巡り), pèlerinages populaires effectués en un aller-retour pour tous les sanctuaires, mais au fil du temps, ils sont tombés dans l'oubli, entre autres à cause de la destruction quasi totale de nombre de temples par le bombardement de Tokyo. Depuis 1975, le pèlerinage vers ces sanctuaires est redevenu populaire. Les sanctuaires délivrent à chaque pèlerin un petit ema avec son image, attaché sur un plus grand ema afin de montrer que le propriétaire a effectué le pèlerinage.

## Liste desTokyo-jissha
| Nom                 | Nom        | Emplacement               | Emplacement |
| Rōmaji              | Kanji      | Quartier                  |             |
| ------------------- | ---------- | ------------------------- | ----------- |
| Nezu-jinja          | 根津神社   | Nezu, Bunkyō              |             |
| Shiba-daijin-gū     | 芝大神宮   | Shiba, Minato             |             |
| Kanda-myōjin        | 神田明神   | Sotokanda, Chiyoda        |             |
| Hie-jinja           | 日枝神社   | Nagata-chō, Chiyoda       |             |
| Kameido-ten-jjinja  | 亀戸天神社 | Kameido, Kōtō             |             |
| Hakusan-jinja       | 白山神社   | Hakusan, Bunkyō           |             |
| Shinagawa-jinja     | 品川神社   | Kita-shinagawa, Shinagawa |             |
| Tomioka Hachiman-gū | 富岡八幡宮 | Tomioka, Kōtō             |             |
| Ōji-jinja           | 王子神社   | Ōji-honchō, Kita          |             |
| Hikawa-jinja        | 氷川神社   | Akasaka, Minato           |             |

## Référence
- (de) Cet article est partiellement ou en totalité issu de l’article de Wikipédia en allemand intitulé « Tōkyō-jissha » (voir la liste des auteurs).